# Lucasium immaculatum
Lucasium immaculatum — вид геконоподібних ящірок родини диплодактилідів (Diplodactylidae). Ендемік Австралії.

## Поширення і екологія
Lucasium immaculatum мешкають на півночі і північному сході Північної Території та на заході Квінсленду. Вони живуть в спінніфексових заростях, в рідколіссях і саванах та на кам'янистих пагорбах.